# Йосиповка (Малинский район)
Йо́сиповка (укр. Йосипівка) — село на Украине, основано в 1113 году, находится в Малинском районе Житомирской области. Расположено у истоков реки Моства.
Код КОАТУУ — 1823484001. Население по переписи 2001 года составляет 473 человека. Почтовый индекс — 11600. Телефонный код — 4133. Занимает площадь 2,76 км².

## История
В 1946 году указом ПВС УССР село Юзефовка переименовано в Йосиповку.

## Адрес местного совета
11666, Житомирская область, Малинский р-н, с. Йосиповка